# Lluís Carandell i Robusté
Lluís Carandell i Robusté   (Barcelona, 24 de febrer de 1929 - Madrid, 29 d'agost de 2002) fou un periodista català. Era fill de Joan Carandell i Marimón i germà de Josep Maria Carandell i Robusté.

## Biografia
En esclatar la Guerra Civil Espanyola, el 1936, la família Carandell - Lluís era el més gran de set germans - es va traslladar a Burgos i, després, a Bilbao, per tornar de nou a Barcelona el 1939. Va estudiar la carrera de Dret a Madrid, encara que la seva vocació era ser periodista. El 1952 va començar a exercir el periodisme com a redactor d'El Correo Catalán, de Barcelona. Aquest va ser l'inici de cinquanta anys de professió periodística.
Va ser corresponsal en llocs tan diversos com Egipte, Islàndia, Grècia, Berlín, Singapur, l'antiga URSS i Portugal. Entre la seva nodrida obra - més de quaranta títols publicats - es troben les experiències viscudes en aquests països, com en el llibre Oriente Medio tiene la palabra. El 1956 va marxar a viure al Japó, amb la seva dona, Eloísa Jäger, per treballar a la ràdio pública japonesa.
El 1961, els Carandell fixen la seva residència a Madrid ciutat a la qual Lluís va dedicar més de deu llibres tan significatius com Vivir en Madrid - amb fotografies de Paco Ontañón - Madrid al pie de la letra, Qué pasa en Madrid o Del cielo a Madrid - amb fotografies de Ramon Masats -. L'alcalde Enrique Tierno Galván va nomenar-lo Hijo Predilecto d'aquesta ciutat. Mort a Madrid, fou enterrat al cementiri d'Atienza (Guadalajara), població on havia residit temporalment.
El 2006 se li va dedicar una exposició retrospectiva al Palau Robert de Barcelona.

## Obra
Com a periodista-viatger, Carandell va peregrinar per l'Espanya profunda - el 1951 ja va viatjar a Las Hurdes - que va retratar en Los pueblos más bellos de España. Entre historiador i cronista, va descriure la Vía de la Plata, el Camí de Santiago, els rius de la Península i els santuaris marians. Va saber reflectir amb profunditat i sentit de l'humor els vius contrastos culturals i humans que convivien en aquella Espanya del seu Celtiberia Show.
Els seus reportatges escrits a peu de notícia - per exemple, els de la revolució dels Clavells (1974), a Portugal, amb Eduardo Barrenechea - van aportar un aire nou al periodisme de l'època. Va col·laborar en nombroses publicacions periòdiques - El Noticiero Universal, Informaciones, El Sol, Madrid, El País, Triunfo, Cuadernos para el Diálogo, Hermano Lobo -. Va ser director de la revista Viajar. També va exercir com a periodista radiofònic i televisiu.
Les seves cròniques parlamentàries el van fer molt popular. La seva personalitat culta i irònica va saber reflectir en El show de sus señorías l'ambient i suculentes anècdotes dels polítics al Congrés dels Diputats i també del Parlament Europeu.